# Paavonluoto (ö i Södra Savolax)
Paavonluoto är en ö i Finland. Den ligger i sjön Ylä-Luotojärvi och i kommunen Nyslott i  landskapet Södra Savolax, i den sydöstra delen av landet, 300 km nordost om huvudstaden Helsingfors. Öns största längd är 20 meter i öst-västlig riktning.